# Józef Sowiński
Józef Sowiński ou Józef Longin Sowiński, né le 15 mars 1777 à Varsovie et mort le 6 septembre 1831 dans la même ville, est un officier polonais, général de brigade de l'artillerie polonaise pendant l'insurrection de 1830-1831.

## Biographie

### Jeunesse
Il est le fils d'un avocat de Varsovie, Cyprien Sowinski, anobli en 1776 (herb Krakowczyk).
Il suit la formation de l'École des Cadets (Szkoła Rycerska) de Varsovie, sous le règne du dernier roi de Pologne, Stanislas Auguste Poniatowski.
En 1793 a lieu le second partage de la Pologne. En 1794, quand éclate l'insurrection de Kosciuszko, il rejoint son armée avec le grade de lieutenant ; il combat à Varsovie, puis dans la région de Bydgoszcz. Il est démobilisé après le troisième partage (1795), qui met fin à la république des Deux Nations. Il vit ensuite quelques années dans la propriété de ses parents, située dans les régions annexées par la Prusse.

### De l'armée prussienne à l'armée du royaume de Pologne (1799-1830)
En 1799, il entre au service dans l'armée prussienne.
Durant la campagne de 1806, il combat donc contre les Français avec une bravoure qui lui vaut la décoration de la croix de commandeur Pour le Mérite, décoration rarement accordée à des officiers subalternes.
Cependant, la Prusse a été vaincue et, à partir de territoires polonais annexés par elle, Napoléon crée en 1807 le duché de Varsovie (traité de Tilsit).
Sowinski quitte l'armée prussienne en 1811 et s'engage dans l'armée du duché, participant à la campagne de Russie en 1812 ; il perd une jambe lors de la bataille de Mozhaysk. Pour son courage, il reçoit l'ordre militaire de Virtuti Militari et la Légion d'honneur.
En 1815, le congrès de Vienne confie au tsar de Russie le duché de Varsovie qui devient le royaume de Pologne, doté d'un gouvernement et d'une armée spécifiques.
Sowinski devient commandant de l'Arsenal de l'Armée de terre à Varsovie. En 1820, il est nommé commandant de l'École d'application des officiers.

### L'insurrection de 1830-1831
En novembre 1830, commence l'insurrection contre Nicolas ; Sowinski est nommé commandant de l'artillerie de la garnison de Varsovie et chef de la Commission gouvernementale de la guerre (c'est-à-dire ministre de la Guerre).
Au cours de l'année 1831, l'armée polonaise perd peu à peu du terrain, et les Russes, commandés par Ivan Paskevich, lancent l'offensive finale contre Varsovie le 6 septembre dans le faubourg de Wola. Sowinski défend héroïquement la porte Ouest de la capitale avec 1 300 hommes face à 11 bataillons russes. La garnison polonaise, trop faible pour soutenir l'assaut se rend après la mort du général Sowiński, et est massacrée dans l'église où il s'était retranché.
Selon certains historiens, Józef Longin Sowiński capturé, aurait été tué délibérément à la baïonnette, juste après la nomination d'Ivan Paskevich comme vice-roi du royaume de Pologne.

### Mariages
Joseph Sowinski s'est marié en 1815 avec Henriette von Brockhausen, puis en a divorcé et s'est remarié avec Katharina Schraeder (1776-1860). Ces deux mariages sont restés sans héritier.
Les obsèques de Katharina, à l'église évangélique réformée de Varsovie, le 12 juin 1860, ont réuni des milliers de Polonais et se sont transformés en manifestation patriotique. Elle repose au vieux cimetière de Varsovie, classé monument historique.

## Hommages
Sa mort a été immortalisée par les poètes polonais, en particulier le poète Juliusz Słowacki : Sowinski w okopach Woli (« Sowinski dans les tranchées de Wola »).
Pendant la Seconde Guerre mondiale, le 2e bataillon d'artillerie à cheval de l'armée polonaise, commandé par le lieutenant-colonel Jan Olimpiusz Kamiński, a adopté le nom de Général Józef Sowiński.

## Source
- (en) Cet article est partiellement ou en totalité issu de l’article de Wikipédia en anglais intitulé « Józef Sowiński » (voir la liste des auteurs).